# Palazzo Santi Demetrio e Bonifacio

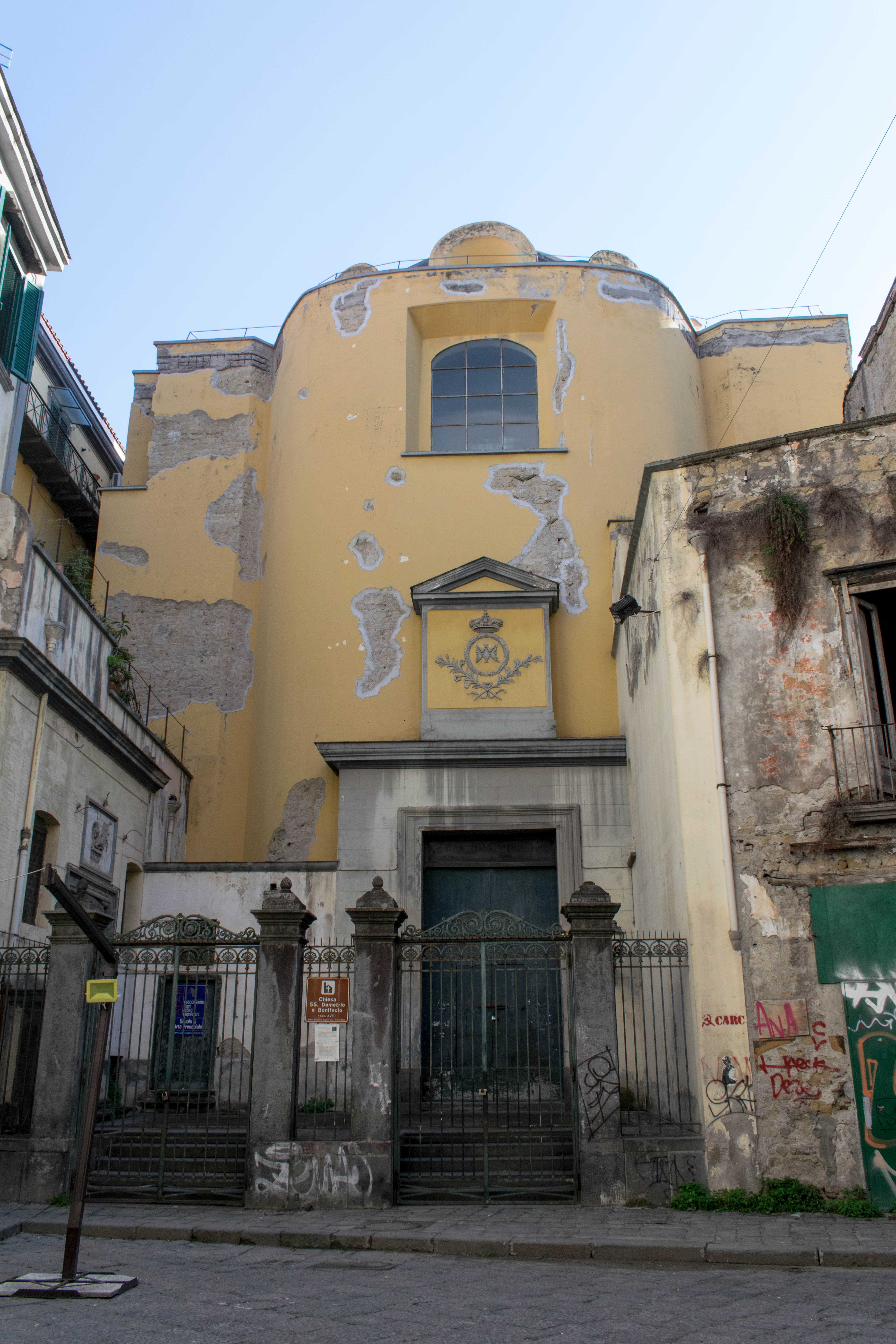
Palazzo Santi Demetrio e Bonifacio in Neapel: Fassade

Der Palazzo Santi Demetrio e Bonifacio ist ein Palast aus dem 18. Jahrhundert im Viertel Porto in Neapel in der italienischen Region Kampanien. Er liegt an der Piazzetta Monticelli, 6, und wird heute von der Universität Neapel Federico II genutzt, deren großen Hörsaal der Fakultät Architektur er beherbergt.

## Geschichte
Das monumentale Gebäude ließen die Somasker im Jahre 1706 unter der Leitung von Giovan Battista Nauclerio als Chiesa dei Santi Demetrio e Bonicfacio. Sie ersetzte die Kapelle eines alten Benediktinerklosters, das den Brüdern seit 1616 gehört hatte.
Zwei bedeutende Paläste wurden darüber hinaus an der Stelle des alten Klosters errichtet: Der Palazzo dei Duchi di Casamassima und der Palazzo Penne, der später der Sitz der Somasker in Neapel wurde.
Nach der Auflösung der katholischen Orden und der folgenden Vertreibung der Somasker wurde die Kirche der Verwaltung des Erzbischofs von Neapel unterstellt und gelangte später in den Besitz der Universität Neapel Federico II.

## Beschreibung
Das Gebäude hat den Grundriss eines griechischen Kreuzes mit Exedren an den Seiten. Im Inneren, in dem sich keinerlei Einrichtungsgegenstände befinden, sind noch drei Altarbilder aus dem Jahre 1748 erhalten: Die „Madonna mit Kind, dem Heiligen Demetrios und dem Heiligen Bonifatius“ von Nicola Maria Rossi, die „Madonna mit Kind und dem heiligen Eremiten Paulus, dem heiligen Abt Leonhard und dem heiligen Märtyrer Ignatius“ von Antonio Romeo und schließlich di „Madonna mit Kind und dem Heiligen Hieronymus Ämiliani“ von Gennaro Gamba.
Der große Holzaltar zeigt Stuck, der mit Paneelen aus falschem Marmor dekoriert ist.